# Chiesa di San Giorgio (Topola)
La chiesa di San Giorgio (in serbo Црква Светог Ђорђ?, Crkva Svetog Đorđa), nella località di Oplenac della città di Topola, è il mausoleo della famiglia reale serba, i Karađorđević.

## La costruzione
Nel diciannovesimo secolo la zona era coperta da foreste: il termine "Oplenac", probabilmente, deriva da "oplen" che si riferisce a parti lignee dei carri. Karađorđe Petrović si era stanziato qui, creando vigneti e frutteti costruiti e fortificando la vicina Topola; suo figlio Alessandro costruì nuovi edifici e rinvigorì i vigneti ed i frutteti paterni, ma fu solo durante il regno di Pietro I che questo luogo diventò importante. 

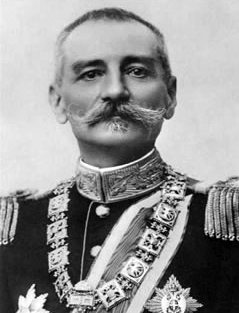
Re Pietro I

Pietro I, divenuto re nel 1903, scelse un'area a 337 metri sulla cima della collina di Mali Oplenac per erigere la chiesa dedicata a San Giorgio ed in seguito a misurazioni accurate di esperti in geodesia l'altare fu perfettamente rivolto ad est, come richiesto dalla tradizione liturgica ortodossa. Nel 1904 venne posta la pietra angolare ed un documento dedicatorio a San Giorgio nelle fondazioni. Il premio nel primo concorso progettuale fu vinto dall'architetto Nikola Nestorović ma dopo una discussione lunga ed accesa, soprattutto per quanto riguardava il desiderio di impiegare uno stile monumentale serbo-bizantino e lo scarso gradimento regio verso il progetto vincitore, venne bandito un nuovo concorso nel 1909, presieduto dalla medesima commissione del primo (Mihailo Valtrović, Andra Stevanović e l'architetto Konstantin A. Jovanović, in sostituzione di Dragutin Ðordević). Il comitato assegnò il primo premio al giovane architetto Kosta J. Jovanović che il 1º maggio 1910 diede avvio alla costruzione.
Nei primi quattro mesi si dovettero scavare le fondamenta e spaccare le rocce affioranti per fare posto alla cripta, ed il 1º settembre 1910 furono completate le fondazioni. Il cantiere procedette rapidamente e l'anno seguente, la costruzione della chiesa era giunta all'imposta della cupola; si decise, inoltre, di rivestire l'esterno con marmo bianco proveniente dalla vicina montagna di Venčac. Nell'autunno 1912 la costruzione della chiesa era terminata e fu consacrata dal patriarca Dimitrije il 23 settembre 1912. Durante le Guerre balcaniche del 1912-1913 e la prima guerra mondiale i lavori della decorazione degli interni vennero interrotti. 

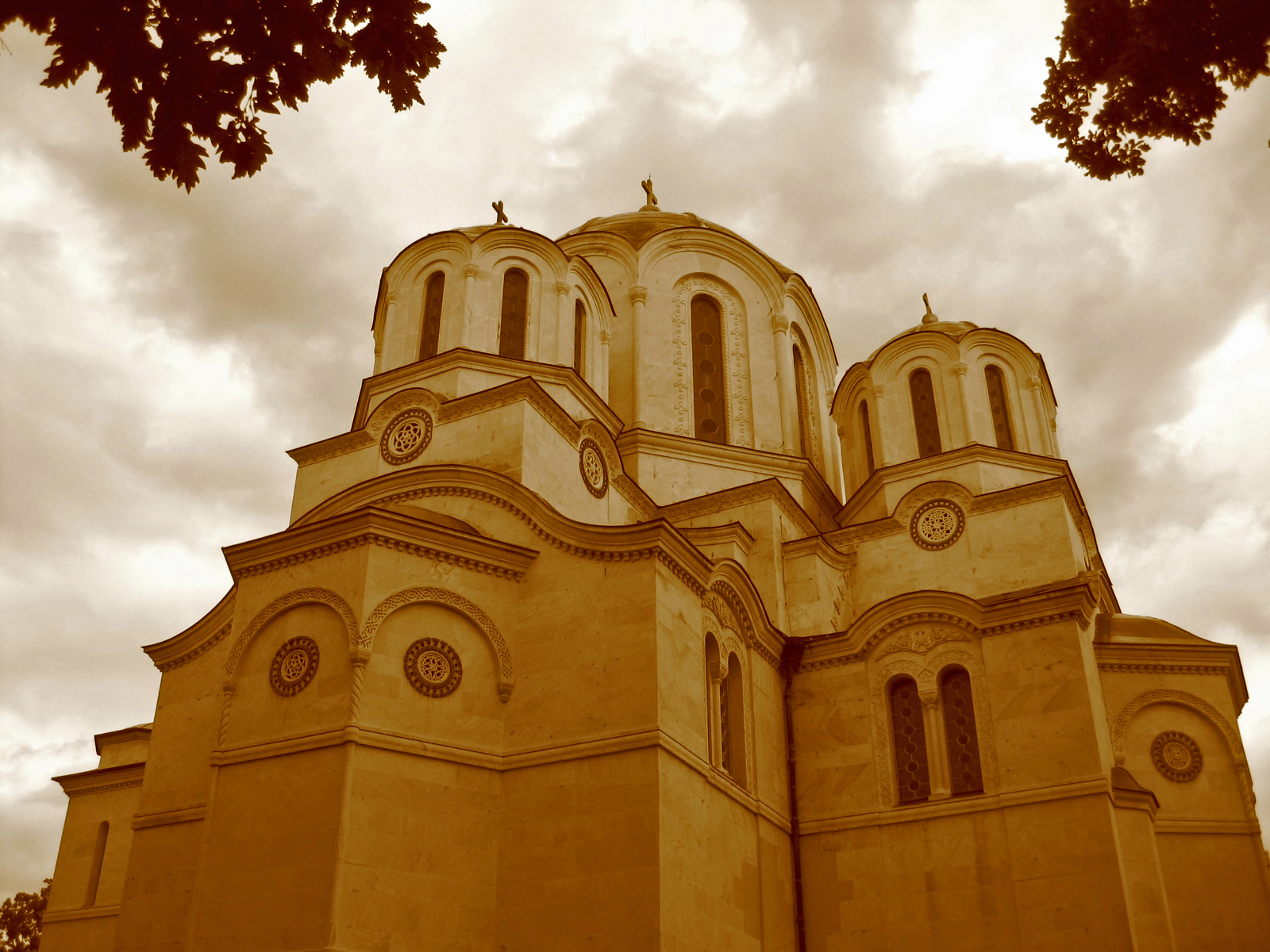
Il prospetto orientale

Nell'inverno 1915, l'Austria-Ungheria occupò la Serbia e la chiesa venne saccheggiata: furono asportati la copertura di rame della cupola, del tetto e dei portali, l'impianto di illuminazione e le campane, furono rotti molte finestre e diversi ornamenti marmorei minori. Credendo che informazioni importanti potessero esservi nascoste, gli occupanti aprirono le tombe nella cripta.
Dopo la guerra, si procedette a riparare i danni e a proseguire la costruzione. Pietro I morì il 16 agosto 1921, e  fu il figlio Alessandro I che prese in mano i piani per il completamento dell'opera, modificando anche il progetto originale. Kosta J. Jovanović ricostruì la cripta ed eresse l'iconostasi e il parafulmine e ripristinò il nuovo tetto di rame e le bordature dorate sulla cupola. Le campane vennero fuse dai fratelli Paccard ad Annecy-le-Vieux in Francia, i mosaici, composti dall'impresa Puhl & Wagner di Berlino ed il lampadario bronzeo fu opera della ditta Luks, di Zagabria in Croazia. La decorazione degli interni fu affidata all'architetto russo  Nikola Petrovič Krasnov. La chiesa terminata venne di nuovo consacrata nel settembre 1930. Le funzioni religiose furono tenute fino al 1947, data dopo la quale venne dichiarato monumento nazionale ed aperto al pubblico.

## La chiesa

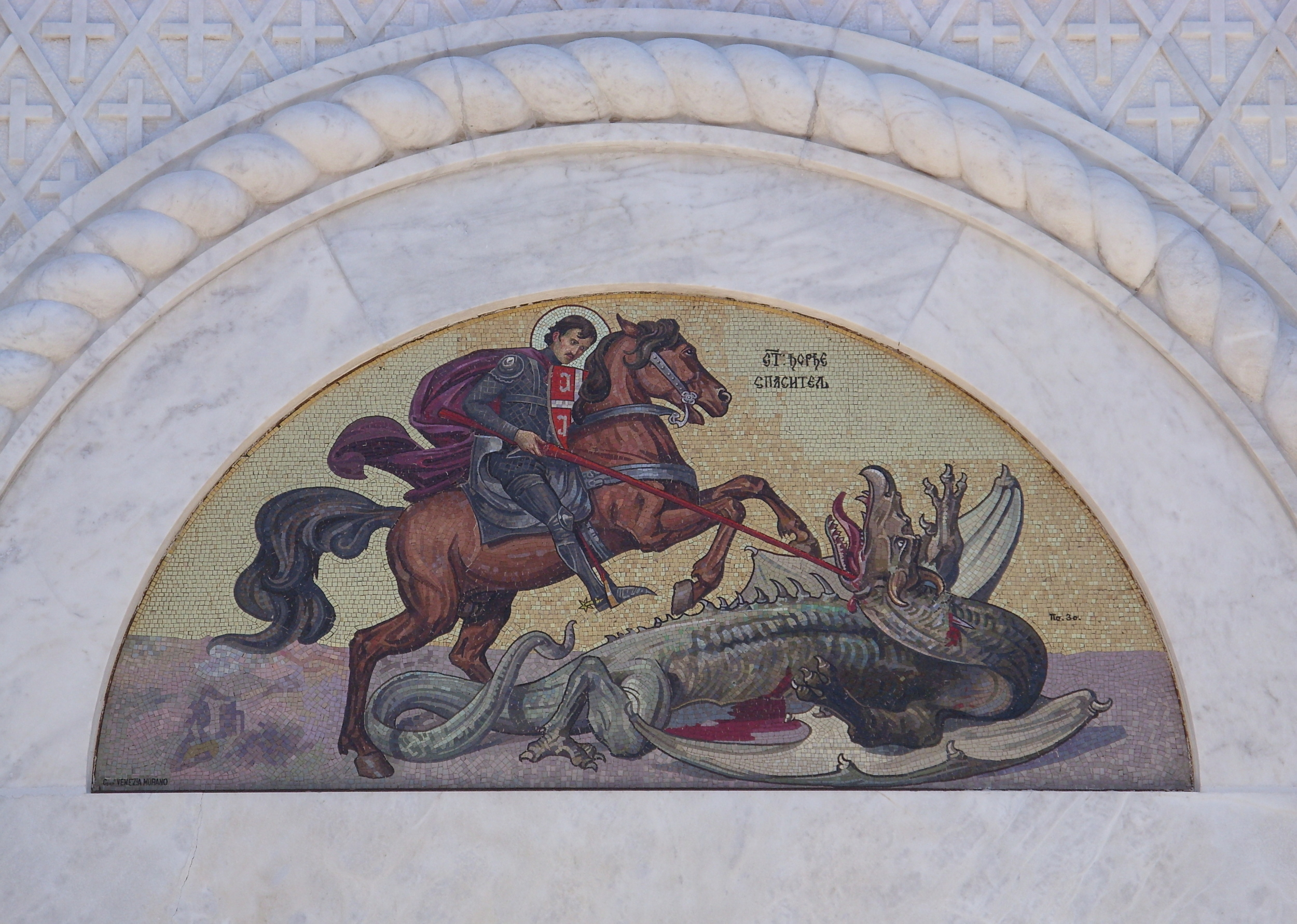
Lunetta sul portale

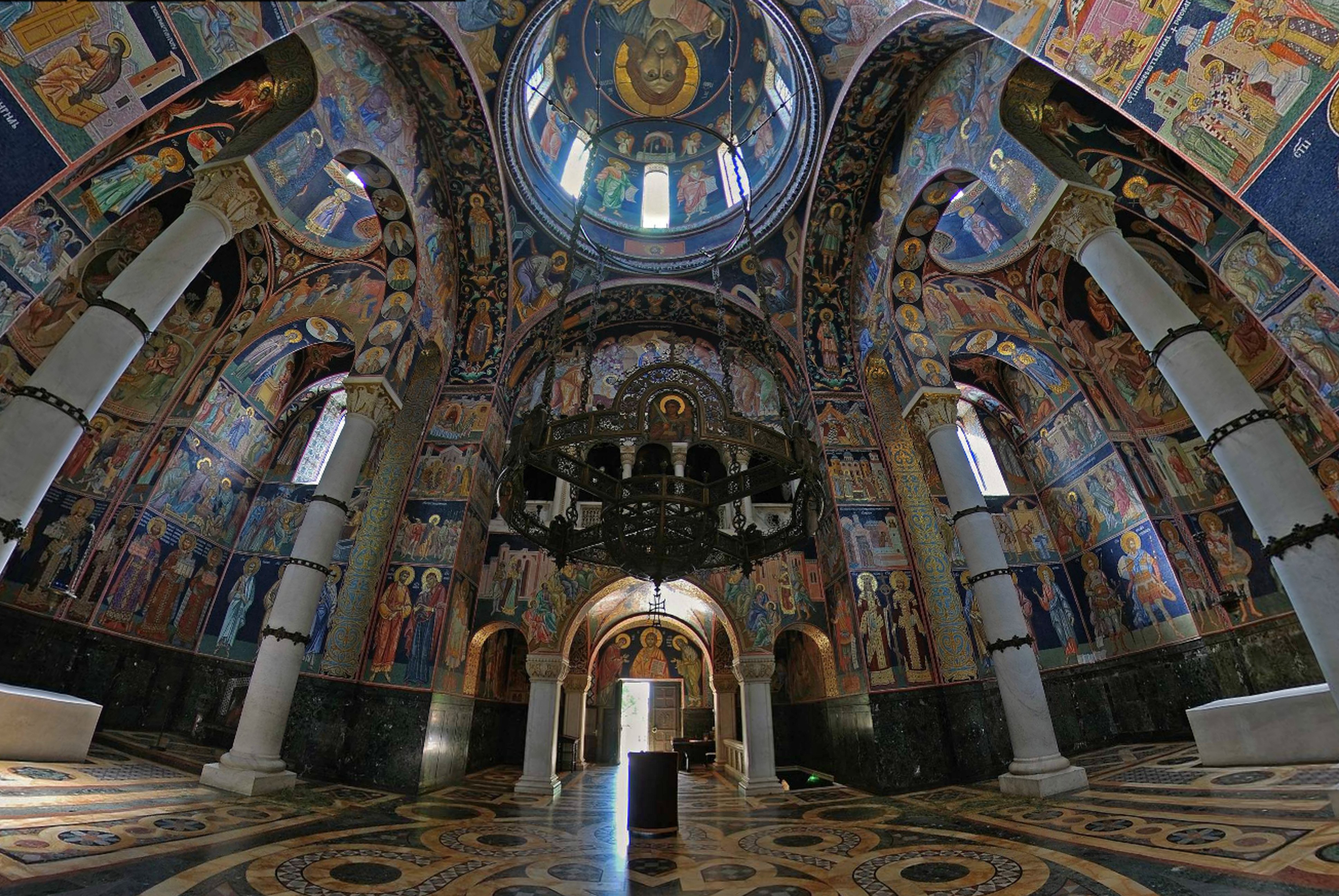
L'interno

La chiesa è coperta da cinque cupole. La lunghezza interna del tempio è di 30 metri, l'altezza della volta è di 27, la larghezza di ogni navata di 9. Tutte e quattro le facciate sono in marmo bianco di Venčac e quella principale, rivolta ad occidente, è quella maggiormente decorata: l'arco sopra la porta d'accesso ospita un mosaico raffigurante san Giorgio, creato a Venezia secondo il disegno di un noto artista serbo, Paja Jovanović, che simboleggia la vittoria del popolo serbo contro i suoi nemici. Sopra il portale, in un cerchio, c'è scolpito il primitivo stemma della dinastia dei Karađorđević, che differisce dallo stemma della Serbia solo per la presenza ai lati due tenenti, reggenti bandiere serbe e lo stemma, abbigliati secondo i costumi della regione di Šumadija.
All'interno il pavimento, realizzato a Monaco di Baviera, è in marmo lucidato di vari colori e sopra un piccolo trono si trova il trono per i sovrani: poggiante su leoni scolpiti, è in marmo verde lucidato e ha la parte posteriore decorata da un mosaico d'oro e madreperla, in mezzo al quale sta l'aquila bicipite; i braccioli sono in onice di Dečani. L'enorme lampadario a braccia, di nove metri di diametro, è sotto la cupola principale: creato tramite fusione, in bronzo, pesa 1 500 chilogrammi e presenta una corona rovesciata, simbolo dell'antico impero serbo sconfitto nella battaglia di Kosovo Polje nel 1389.
Nei pressi della chiesa si trovano la casa e la villa di re Pietro I, la villa della regina, i vigneti e la casa del loro custode, la residenza per gli ospiti e la città di Topola, antica fortezza della famiglia Karađorđević. Venne ampliata da Karađorđe, il capo della prima rivolta serba del 1804, che in quel periodo vi edificò una chiesa, presso cui poi gli fu eretto un monumento.

## Mosaici

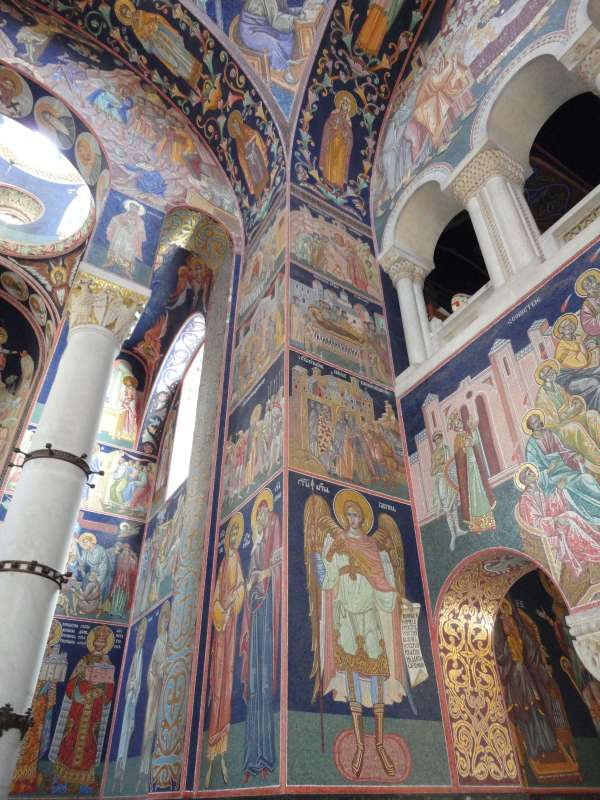
Mosaici dell'interno

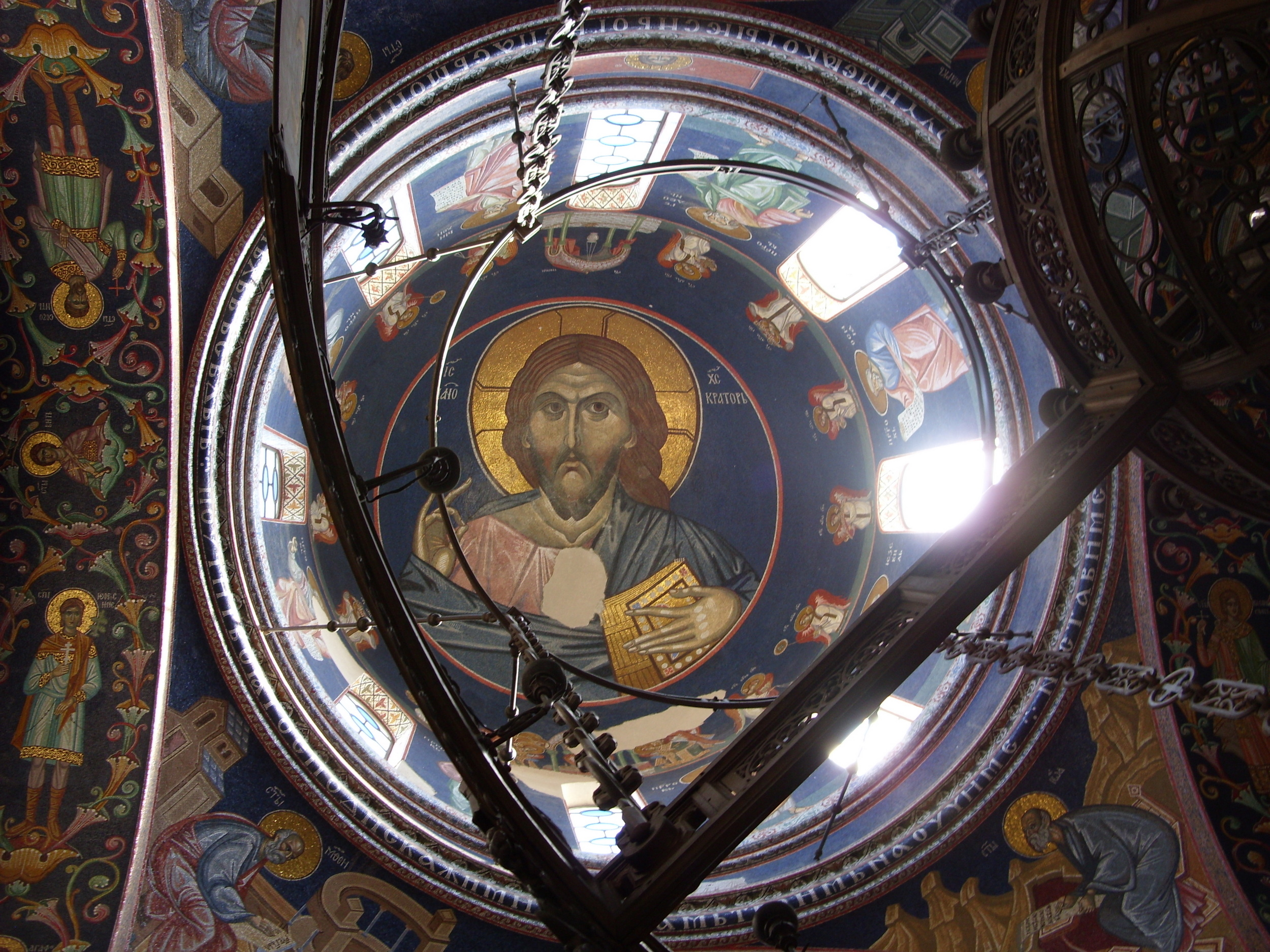
Cristo Pantocratore nella cupola

L'interno di san Giorgio è riccamente decorato. L'idea iniziale di Pietro I era di intagliare nelle pareti i nomi di tutti i soldati ed ufficiali morti nelle Guerre Balcaniche del 1912 e 1913 ma, essendo scoppiata a seguire anche la Prima Guerra Mondiale (1914-1918) questa idea dovette essere abbandonata. La soluzione adottata fu quindi di decorare l'interno del tempio con mosaici, che avrebbero reso l'edificio una sorta di museo perché sarebbero stati le riproduzioni degli affreschi più importanti del Medioevo artistico serbo: furono portate a Oplenac copie di affreschi da sessanta chiese e monasteri medioevali. L'intero mosaico è formato da 725 quadri (513 nel tempio e 212 nella cripta), su cui sono rappresentate 1500 figure, per un totale di 3500 metri quadrati composti da 40 milioni di tessere invetriate di quindicimila varietà differenti di colore.
Nella parte destra dell'entrata, sull'intera parete meridionale del nartece, è raffigurato il committente, re Pietro I coronato e con tutti gli attributi della sovranità, che tiene il modello della chiesa sulla palma della mano sinistra e con la destra è guidato da San Giorgio, a cui la chiesa è dedicata, verso la Madonna, che lo accoglie assieme a Cristo assiso sul trono.
Nella navata meridionale c'è la galleria dei sovrani medioevali serbi, ognuno di loro rappresentato dalle rispettive chiese. Il primo da sinistra è Stefano Nemanja (granduca, che governò dal 1168 - 1196) ed indossa un abito ecclesiastico del monastero di Hilandar e tiene il Monastero di Studenica. Seguono re Stefano Prvovenčani (1196-1227) con il modello del monastero di Žiča, re Stefano Radoslav di Serbia (1227-1234) con il nartece del Monastero di Studenica, Stefan Vladislav (1234-1243) con il Monastero di Mileševa, re Stefano Uroš I (1243-1276) con il Monastero di Sopoćani, re Stefano II Dragutin con il monastero di Arilje (1276-1282), re Stefano Uroš II Milutin (1282-1322) con il Monastero di Gračanica, re Stefano Uroš III Dečanski (1322-1331) con il Monastero di Dečani e due zar, Stefano Uroš IV Dušan (1331-1355) con la chiesa dei Santi Arcangeli di Prizren e Stefano Uroš V di Serbia (1355-1371), con il monastero di Matejic, vicino a Kumanovo. Il sovrano successivamente rappresentato, col titolo ufficiale di principe ed ufficioso di zar è Lazzaro di Serbia (1371-1389) con il monastero di Ravanica, suo figlio il despota Stefano (1389-1427) con il monastero di Manasija, seguito dal despota Đurađ Branković, con la chiesa di Smederevo.
Nella cupola principale è raffigurato Cristo Pantocratore, copia di quello nel Monastero di Gračanica: il viso di Cristo, a ventisette metri dal pavimento, è di grandi dimensioni (1,2 metri il naso, un metro e mezzo il dito) ma armonioso. Dove l'altare ci sono affreschi che rappresentano l'Ultima Cena e la Via Dolorosa ed una Madonna orante di cinque metri copia dell'affresco dal monastero patriarcale di Peć.

## Il mausoleo

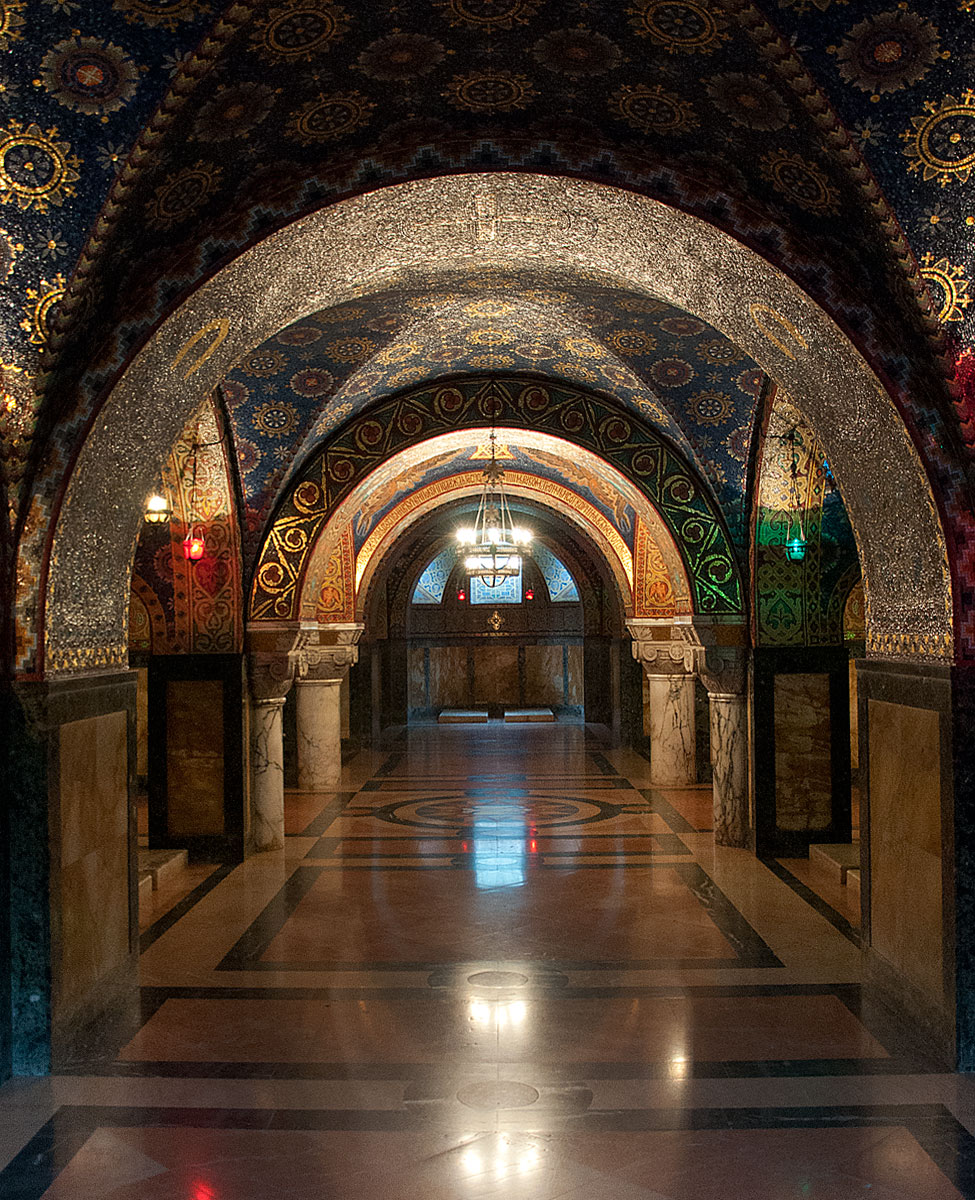
Galleria della cripta

Oltre alle due tombe all'interno della chiesa (Karađorđe nel transetto sud e Pietro I in quello nord), sono presenti altre 20 tombe dei membri della dinastia, ben sei generazioni dei Karađorđević. Della prima generazione è Marica (nata Živkovic), madre di Karađorđe; della seconda Karađorđ (la cui tomba è nella chiesa) e sua moglie Jelena (1764-1842); della terza il principe Alessandro figlio di Karađorđ e la moglie principessa Persida (1813-1873); della quarta i nove figli di Alessandro e Persida, come segue: Kleopatra (1835-1855), Alessio (1836-1840), Svetozar (1841-1847), re Pietro I (la cui tomba è nella chiesa) e la moglie Zorka del Montenegro (1864-1890), Elena (1846-1867), Andrea (1848-1864), Elisabetta (1851-1852), Giorgio (1856-1888) e Arsenio (1859-1938). La quinta generazione è formata dai figli di re Pietro I: Milena (1886-1887), Giorgio (1887-1972) e sua moglie Radmila (nata Radovic, 1907-1993); re Alessandro I (1888-1934) e sua moglie Maria (1900-1961); e Andrea (1890-1890). Della sesta generazione ad oggi sono inumati i tre figli del re Alessandro I: il re Pietro II di Jugoslavia (1923-1970)  e sua moglie Alessandra di Grecia (1921-1993), il principe Tomislav (1928-2000), ed il principe Andrea (1929-1990).
Dei dieci figli del principe Alessandro e della principessa Persida, soltanto la loro figlia maggiore Poleksija (1833-1914), non è stata sepolta qui. Su ventidue tombe della dinastia dei Karađorđević, cinque sono quelle dei capi della casata: Karađorđe, il principe Alessandro, re Pietro I, re Alessandro I e re Pietro II.